# RadioFreak.nl
RadioFreak.nl is een Nederlandstalige website van Stichting RF Mediaproducties met nieuws en informatie over Nederlandse landelijke en regionale radio. De website werd in 2001 opgericht. Op de website staat een overzicht van de etherfrequenties van de legale Nederlandse zenders. Er kunnen ook luistercijfers bekeken worden vanaf 2000.
De website beheert ook RadioForum.nl, waarop liefhebbers van radio kunnen discussiëren over radiostations en radiotechniek.

## RadioFreak Awards

### Nominaties en winnaars
In 2015 introduceerde de website de RadioFreak Awards. Dit zijn prijzen vooral voor mensen achter de schermen in de radiobranche. De prijzen worden uitgereikt in zes categorieën. Zenderbazen van de landelijke radio nomineerden de mensen en bezoekers van Radiofreak konden vervolgens stemmen. De winnaars zijn vet weergegeven.
| Jaar | Beste nieuwslezer                                                                     | Beste nachtprogramma                                                                | Beste verslaggever                                                                      | Beste audiovormgeving       | Beste marketing                | Beste producer (2015) Beste sidekick (vanaf 2019)                                                    | Beste visual radio       |
| ---- | ------------------------------------------------------------------------------------- | ----------------------------------------------------------------------------------- | --------------------------------------------------------------------------------------- | --------------------------- | ------------------------------ | --- | ------------------------ |
| 2015 | Henk Blok (Radio 538) Carmen Verheul (NPO Radio 2) Bart Jan Cune (NPO 3FM)            | De Show Zonder Naam (Radio 538) Markplaats (NPO 3FM) De Overnachting (NPO Radio 1)  | Jack van Gelder (NOS) Renee van Heteren (NOS) Martijn Grimmius (KRO-NCRV)               | Radio 538 Sky Radio Qmusic  | Qmusic NPO 3FM Sky Radio       | Jelte van der Goot (Radio 538) Martijn Zuurveen (Radio Veronica) Alwin Helmink (NPO Radio 2)         | -                        |
| 2016 | Amber Brantsen (NPO Radio 1) Jan van de Putte (NPO Radio 1) Bart Jan Cune (Radio 538) | Nachtzuster (NPO Radio 1) Vroeg op Frank (NPO Radio 2) Markplaats (NPO 3FM)         | Gio Lippens (NOS) Elfanie Toe Laer (BNR Nieuwsradio) Martijn Grimmius (KRO-NCRV)        | Radio 538 Sky Radio Qmusic  | Radio 538 Qmusic Radio 10      | - | NPO 3FM Qmusic Radio 538 |
| 2019 | Matijn Nijhuis (NPO Radio 2) Florentien Goedhart (Sky Radio) Henk Blok (Radio 538)    | Nachtzuster (NPO Radio 1) Nooit meer slapen (NPO Radio 1) Sophie Hijlkema (NPO 3FM) | Sebastiaan Timmerman (NOS) Joris Kreugel (NOS) Martijn de Rijk (BNR Nieuwsradio)        | NPO Radio 1 SLAM! Qmusic    | Radio 10 Qmusic Radio 538      | Jeroen Kijk in de Vegte (NPO Radio 2) Niels van Baarlen (Radio Veronica) Chris Bergström (Radio 538) | -                        |
| 2020 | Carmen Verheul (NPO Radio 2) Henk Blok (Radio 538) Ronald Remmelzwaan (ANP)           | RickVanV doet 2 (NPO Radio 2) Martijn Kolkman (Qmusic) Miss Podcast (NPO Radio 1)   | Wilma Borgman (NOS) Joris Kreugel (NOS) Marc-Robin Visscher (NOS)                       | NPO Radio 2 Radio 538 SLAM! | Qmusic KINK Sky Radio          | Caroline Brouwer (NPO Radio 2) Chris Bergström (Radio 538) Rick Romijn (Radio Veronica)              | -                        |
| 2021 | Anton Griep (Qmusic) Henk Blok (Radio 538) Jan van de Putte (NPO Radio 1)             | Giel (NPO Radio 2) Nachtzuster (NPO Radio 1) Wildgroei (NPO Radio 2)                | Thomas van Groningen (BNR Nieuwsradio) Sebastiaan Timmerman (NOS) Arman Avsaroglu (NOS) | Qmusic SLAM! KINK           | Qmusic NPO Radio 4 NPO Radio 2 | Chris Bergström (Radio 538) Erik-Jan Rosendahl (SLAM!) Jelte van der Goot (Radio 538)                | -                        |

In 2017 en 2018 zijn de RadioFreak Awards niet uitgereikt.